# Beckinghausen
Il campo militare romano di Beckinghausen si trova nella frazione della città tedesca di Lünen. Fa parte di tutta una serie di fortificazioni realizzate all'epoca di Augusto, ai fini dell'occupazione della Germania e della sua trasformazione in provincia romana.

## Storia

### Dalle campagne di Domizio Enobarbo a quelle di Germanico (3 a.C.? - 16 d.C.?)
Il momento della fondazione del campo potrebbe essere avvenuto sotto i generali di Augusto, Lucio Domizio Enobarbo e Marco Vinicio (a cui furono conferiti gli Ornamenta triumphalia de Cherusciis) in un periodo compreso tra il 3 a.C. ed il 3 d.C., oppure dallo stesso Tiberio (futuro princeps) in relazione all'occupazione della Germania fino all'Elba negli anni 4-5. La fine del suo utilizzo potrebbe essere avvenuto con la disfatta di Varo nel 9. Il campo potrebbe essere stato, infine, ri-utilizzato anche nel corso delle campagne di Germanico del 14-16.

## Gli scavi archeologici

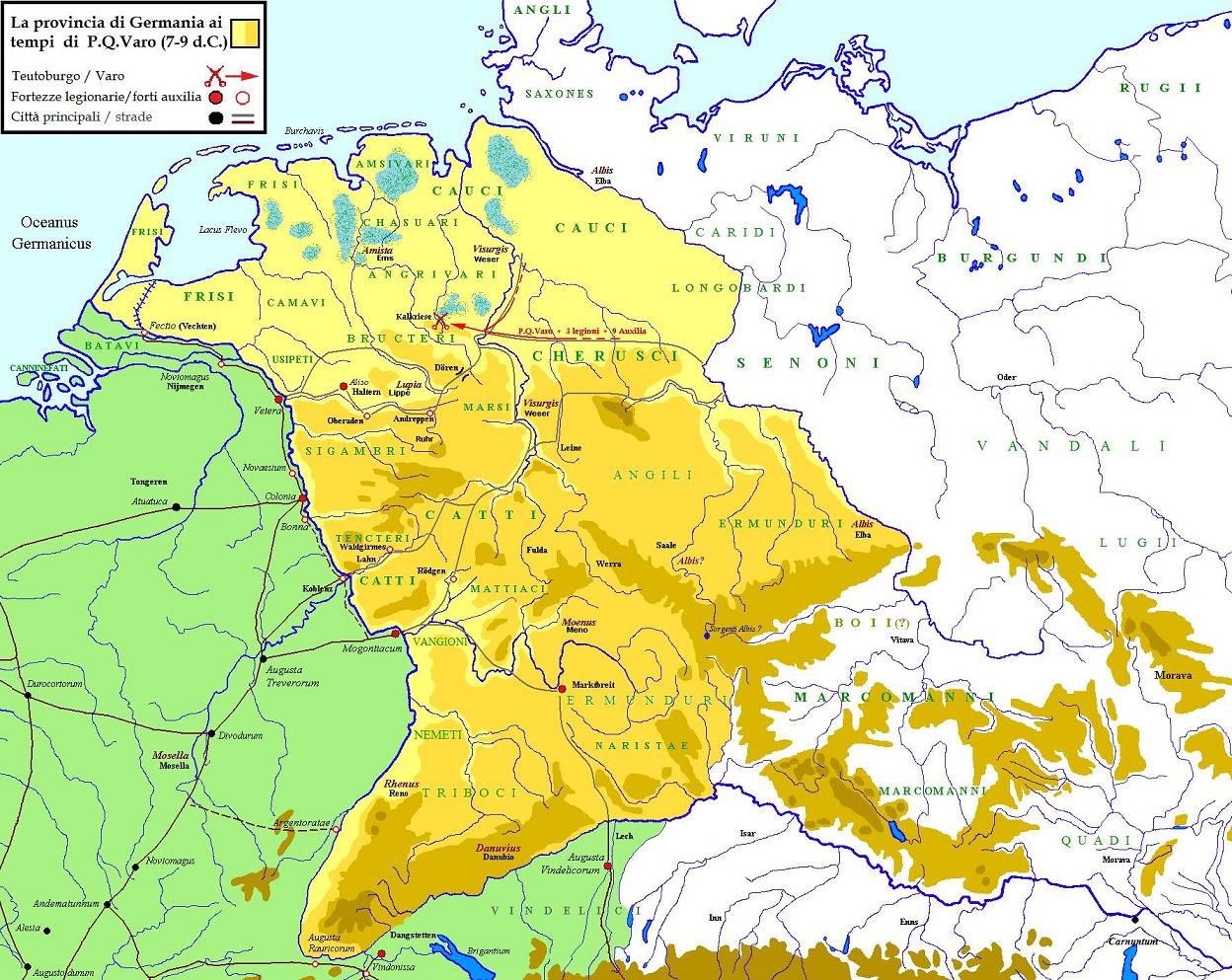
La provincia romana di Germania Magna nel 9.

Il primo ritrovamento archeologico (ceramica romana, terra sigillata) risale al 1906 ad opera di un certo Constantin Koenen e databile alla prima metà del I secolo. Nel 1911 nuovi scavi furono eseguiti, insieme a quelli del vicino accampamento romano di Oberaden da Albert e Gerhard Baum Kropatschek. Ulteriori scavi furono completati tra il 1912 ed il 1914, tra il 1937 ed il 1938, e recentemente nel 1978. A seguito di tutta questa serie di scavi fu messo in luce il perimetro dell'accampamento romano di forma ovale, con una lunghezza massima di 185 metri e 88 di larghezza per una superficie complessiva di 1,6 ettari.
Questo campo faceva parte di tutta una serie di forti ausiliari e legionari lungo il corso di questo affluente del Reno, insieme a: Holsterhausen, Haltern, Oberaden e Anreppen.
Il perimetro era costituito da un agger di terra e da un fossato (lungo i lati occidentale, orientale e meridionale) largo 3,7 metri e profondo più di 2 metri. A nord invece era protetto da una depressione profonda 11 metri. L'agger era poi sormontato da una palizzata di legno, tipica dell'età augustea ed una serie di torri distanziate tra loro ad intervalli di circa 30 metri, mentre è stata trovata una porta lungo il lato occidentale. Interne al campo militare sono state trovate quattro strade, oltre ad una che segue l'intero percorso dell'agger in terra ad una distanza costante di 7 metri.

### Fonti primarie
Cassio Dione Cocceiano, Storia romana, LV.

### Fonti moderne
- Wells, C.M., The german policy of Augustus, 1972.
- Christoph Albrecht, Das Römerlager in Oberaden und das Uferkastell in Beckinghausen an der Lippe. Veröffentlichung aus dem Städtischen Museum für Vor-und Frühgeschichte, Dortmund II, 1 (1938) pp. 21–24.
- Stephan Berke, Beckinghausen, in Bendix Trier (Hrsg.), 2000 Jahre Römer in Westfalen (1989) pp. 52–54. ISBN 3-8053-1100-1 e ISBN 3-8053-1115-X.
- Johann Sebastian Kühlborn, Das Uferkastell in Beckinghausen, in Johann Sebastian Kühlborn (Hrsg.), Germaniam pacavi – Germanien habe ich befriedet (1995) pp. 125–129.
- Johann-Sebastian Kühlborn, Das römische Uferkastell Beckinghausen. Museum der Stadt Lünen. Informationen aus dem Museum der Stadt Lünen, 4 (1996) pp. 1–4.